# Castillo de Alcántara
El  castillo de Alcántara y su recinto abaluartado forman en sí mismo un solo conjunto de edificaciones defensivas de gran importancia en la Edad Media. Se encuentra en la villa de Alcántara que es un municipio español y muy próximo al famoso Puente de Alcántara, en la provincia de Cáceres, Comunidad Autónoma de Extremadura. Está situado en la orilla izquierda del río Tajo, en su confluencia con el río Alagón, cerca de Portugal. En otro tiempo fue la capital de la comarca histórica de la Tierra de Alcántara, pero actualmente forma parte de la Mancomunidad Tajo-Salor.

## El castillo y sus diferentes dueños
Debido a su situación tan estratégica, situado sobre una colina, dominando una buena parte del río Tajo en esa zona y las diferentes edificaciones defensivas construidas a lo largo de los siglos, nunca se puso en duda su valor ya que ha sido testigos los muchos y relevantes eventos bélicos y otros conflictos que se han desarrollado en sus inmediaciones a lo largo del tiempo. A esto hay que sumar el valor defensivo de las murallas y  baluartes construidos a su alrededor. De la primitiva y primera fortificación musulmana no queda ningún resto pero sí se existen documentpos que avalan su existencia, al igual que pasa con los restos del castillo  medieval cristiano que se construyó sobre el musulmán.

Cruz de Alcántara, emblema de la Orden de Alcántara

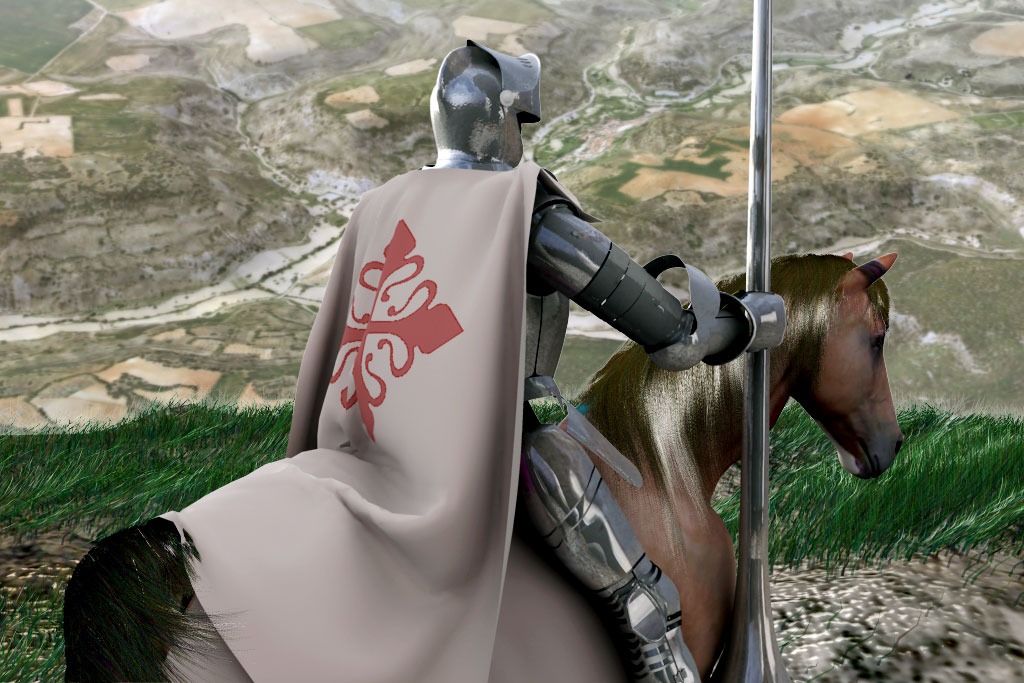
Recreación de un caballero de la Orden de Calatrava.

Los conflictos bélicos más importantes se llevaron a cabo en la época de la Reconquista. En el siglo XII  estaba en poder del ejército musulmán, pasando a ser posesión de estos y de los cristianos de forma alternativa. En el año 1143 el rey Alfonso VII se lo arrebató a los musulmanes pero no dejó de ser una posesión por un corto periodo de tiempo. En el año 1166 la reconquista, también de forma efímera, el rey  Fernando II. La conquista definitiva para los cristianos se debió al rey Alfonso IX en el año 1213. Sin embargo, aún en el año 1664, cuando se llevaban a cabo obras de reforma de la fortaleza, se perderá el dominio de la plaza, pero por un corto tiempo,  en manos del ejército portugués, volviendo nuevamente a ser reconquistada en 1706.

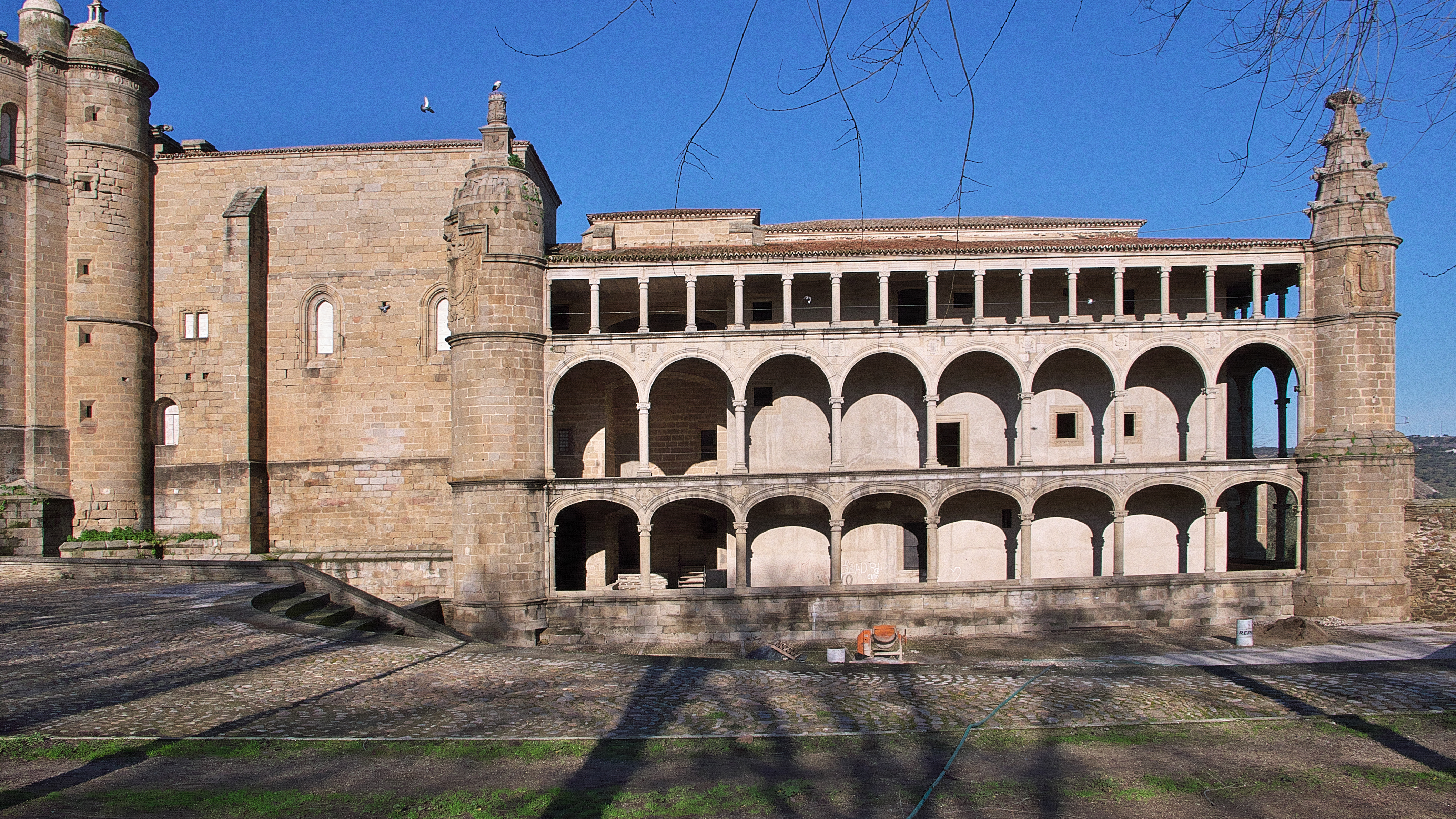
Galería de Carlos V en el Convento de San Benito.

Como Fernando II era consciente de la importancia estratégica de este asentamiento, lo entregó a la Orden de Calatrava representada por D. Martín Fernández, Maestre de Calatrava, pues su confianza en esta Orden se debe a un gesto heroico y es que la ciudad de Calatrava, junto al río Guadiana, había sido arrebatada a los árabes por Alfonso VII en 1147 con participación heroica de esta Orden.
Este monarca cedió su defensa a la Orden de Calatrava, pero la distancia con los dominios calatravos hizo que estos traspasaran sus territorios a la Orden de San Julián del Pereiro, orden que nació en las riberas del río Coa, en la Beira Alta (Portugal) bajo el nombre de «Ordem de São Julião do Pereiro» (Orden de San Julián del Pereiro), fundada en 1093 por el conde Enrique de Borgoña que luego pasaría a ser la Orden de Alcántara al trasladarse a Alcántara en 1218. La ubicación de la orden en la localidad le dio mucha importancia, pero también la convirtió en un lugar de conflictos durante a la Edad Media.
Se tienen noticias de la existencia del castillo hacia el siglo X en diversas citas referentes al de Alcántara de cronistas, uno de ellos el árabe Al-Idrisi lo define como «fortaleza inexpugnable y la población que lo habita está segura y fuera de todo peligro». El conjunto debía estar formado por una muralla exterior que protege y envuelve al pueblo y otra edificación más alta y robusta en la parte más alta como castillo fortificado o alcázar. Todavía se ven varios lienzos de este muro perimetral así como otros a cotas algo más superiores con misión de ser protecciones sucesivas del castillo.

## Obras y transformaciones en el castillo
Es en la zona superior donde se produjeron las mayores transformaciones ya que desde la llegada de los caballeros de la Orden de Alcántara el castillo funcionó como  lugar desde donde se administraba todo el territorio que pertenecía a esa «Orden Militar». A partir del siglo XVI se construyó el Convento de San Benito, también en Alcántara pero fuera de la fortaleza, y es en esa época cuando empezó a disminuir la actividad  del castillo  y a aumentar la de la población.
A finales del siglo XV el castillo de Alcántara pasó a formar parte de la «Mesa Maestral»,  que asignó una cantidad de 142 800  maravedíes para el pueblo, además de las necesarias instalaciones militares que se levantaron para la defensa de la población. También recibió una cantidad de unos 40 000 a 60 000 maravedíes de la Mesa Maestral entre 1497 a 1504 por lo que la actividad en la población fue de gran importancia. En 1664 es cuando se empezaron a llevar a cabo las obras de reforma y ampliación de la fortaleza.

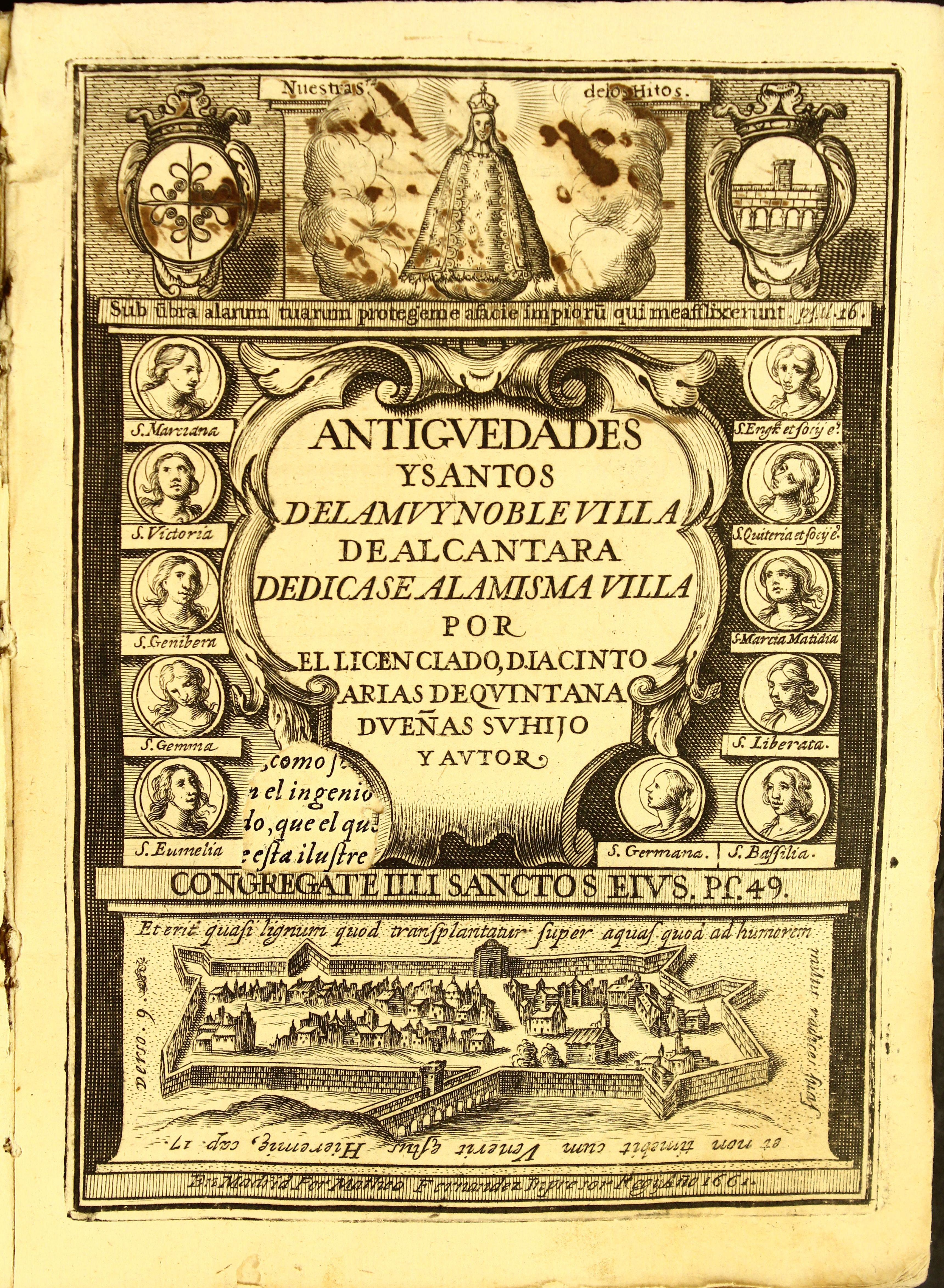
Libro de Arias Quintanadueñas sobre el castillo de Alcántara. 1661.

A través de la «Crónica de Torres Tapia» de 1763 se conocen bastante bien una buena parte de las obras acometidas en el castillo. Fue el Maestre Gutiérrez de Sotomayor, padre de Alonso de Sotomayor y Valmediano, gobernador del Reino de Chile y nacido en  Trujillo, quien acometió las principales obras entre los años 1439 y 1453  entre las que destaca le erección de la llamada «Torre Blanca», unos aposentos para viviendas, una nueva puerta de acceso, varias torres, edificios de carnicería y además agrandaría el recinto.
La fortaleza continuaba en servicio en el siglo XVII ya que entre los años 1618 y 1622 se realizan obras de mejora de varias salas por un importe de 227 500 maravedís, cifra muy importante considerando que ya no estaba habitada por la Orden de Calatrava. Sobre la situación y distribución en el año 1661, Jacinto Arias Quintanadueñas la describe 

...el cuerpo principal del castillo, con muchas torres y baluartes así el recinto amurallado, con baluartes y reductos, que con motivo del levantamiento de Portugal procuraba la protección de la ya expansionada villa, por entonces con algunos arrabales desprotegidos...

En el siglo XVIII se añadieron recursos defensivos nuevos que vienen reflejados en distintos planos que se realizan en el siglo XIX.

## La fortaleza a partir de la marcha de la Orden de Alcántara
A partir de la marcha de la Orden al pueblo de Alcántara, los trabajos se ciñeron a obras de conservación de las dependencias del alcaide de la fortaleza,  que ya se le llamaba el "convento viejo", y de varios tramos de muralla que se encontraban en bastante mal estado de la cual da muestra el informe que en 1544 envió el Gobernador Diego López de Toledo  al Rey sobre el estado del castillo de Alcántara, de la siguiente manera: «está toda caída y muy mal reparada …». Aun así, a finales del siglo XVI y posteriormente al traslado de la Orden de Calatrava al convento de Alcántara, se siguieron haciendo obras hasta el primer cuarto del siglo XVII ya que en 1622 se construyó el que llamaban «cuarto nuevo» que no era otra cosa que adecentar unas partes de la fortificación para usos domésticos.
El historiador y escritor  Barrantes Maldonado dejó la descripción de la distribución de las obras de la siguiente manera:

...con dos recintos: el cuerpo principal, jalonado por varias torres, entre las que se citan la de la Harina, del Espolón, de Matacabra, Blanca, de las Armas; y un segundo recinto envolvente que recogía en su interior a la población, igualmente flanqueado por otras torres; así la de Santiago, del Espolón, Horadada, de García, de los Cántaros, Nueva, de los Ballesteros, entre otras, más las puertas del Xartin, de San Juan y de San Pedro,....

## La fortaleza en la actualidad
Todavía se pueden ver algunos restos arquitectónicos en bastante mal estado en genera. En los restos de lienzos de murallas se ve que están fabricados con  pizarra y mampostería formando diversos recintos envolventes que van protegiendo al castillo que se erige en la zana más alta en la que se puede distinguir el convento de las «Comendadoras de Alcántara» como construcción más sobresaliente y notoria.